# Antenor Herrera

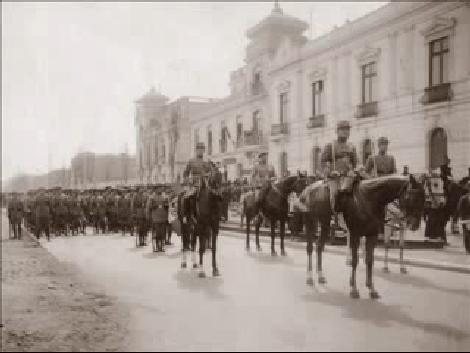
El Coronel GC Antenor Herrera (a caballo) al frente de las tropas de la 2.ª Comandancia de la Guardia Civil, las cuales se encuentran emplazadas en la 1.ª cuadra de la Avenida Brasil, durante un desfile realizado el 7 de junio de 1928.

Antenor Herrera Tirado y Fernández de Cordova  fue un militar peruano nacido en 1877 en Lima, hijo de María Manuela Tirado y Fernández  de Cordova( descendiente de las casas nobles de los Fernández de Cordova y de los Tirado de la Cuenca) y del coronel Luis Herrera Zaconetta, un combatiente y sobreviviente del combate del "2 de Mayo" que había luchado en la Guerra del Pacífico combatiendo en la Batalla de Tarapacá , Batalla de San Francisco o Dolores, Batalla de Tacna para luego  pelear en la Batalla de San Juan y Chorrillos como parte de la defensa de la Lima. 
Su abuelo fue el militar argentino coronel Pedro Herrera, quien cruzó la cordillera de los Andes con el general José de San Martín como teniente primero de Artillería, participó en las batallas de Chacabuco, Maipú, Junín y Ayacucho, fue uno de los que firmaron el Acta de Independencia del Perú en Lima.
Antenor Herrera y Tirado Fernández de Córdoba  estudió en la Escuela militar de Chorrillos, de la que egresó en 1899.
Casado con Doña Carmen Valencia Vinez tuvo 3 hijos: Antenor Herrera Valencia, Nora Elvira  Herrera Valencia y Luis Felipe Herrera Valencia.
Con el grado de teniente del ejército de infantería participó en el conflicto entre Perú y Ecuador en 1909 y al año siguiente en el conflicto entre Perú y Bolivia.
Participó en la reforma de la policía en 1925 durante el Gobierno de Augusto B. Leguía proceso en la que la Gendarmería cede su lugar a la Guardia Republicana y a la Guardia Civil, hoy Policía Nacional del Perú. En 1921, como prefecto del Departamento de la Libertad sofocó las huelgas azucareras en el valle de Chicama e impulsó las 8 horas laborales, fue inspector general de la Guardia Civil. con el grado de teniente coronel.
Sofocó el bandolerismo politizado en Cajamarca, Chota, Cutervo, Jaén, Huaygayoc en 1927, al mando, y con el grado de coronel GC, de la Segunda Comandancia Mixta de la Guardia Civil del Perú que iba en apoyo de la  infantería del Ejército peruano de Chiclayo y de la Gendarmería en una lucha que duró un año.. 
En vida recibió las Condecoraciones de la Orden de Ayacucho y la Orden del Sol, entre otras. Falleció en 1947.
- Datos: Q5696828